# Honoré Muraire
Honoré Muraire, personnage de la Révolution française, comte de l'Empire et haut-magistrat français, est né à Draguignan le 5 novembre 1750 et mort le 20 novembre 1837 à Paris.
Il est qualifié, dans un registre des délibérations de Draguignan, du titre de seigneur de Favas, petit bourg des environs.

## Biographie

### Avocat et premier consul de Draguignan
Il est fils d'Augustin Muraire, avocat à la cour, et de Madeleine Castillon.
Reçu avocat à la suite d'excellentes études, le jeune Muraire s'établit dans sa ville natale. Bientôt sa réputation d'habileté et de prudence n'est plus à démontrer.
Il est nommé en 1785, à l'âge de 35 ans, maire et premier consul de Draguignan. À l'expiration de son mandat, il fait imprimer un compte rendu à ses concitoyens.
En 1785 et en 1786, il est désigné représentant aux États de Provence.

### Député du Var
Quand commence les mouvements sociaux et politiques de 1789, Honoré Muraire est chargé par la municipalité de Draguignan de préparer un plan de réforme des tribunaux et un projet de règlement concernant la milice bourgeoise.
En 1790, ses concitoyens lui confient une importante mission : l'Assemblée nationale s'occupait de l'organisation des départements, et le bruit s'était répandu dans le Var que la ville de Toulon, bien que située sur le littoral et à l'une des extrémités de la nouvelle circonscription administrative, prétendait en être le chef-lieu.
La mission de Muraire était d'éclairer l'Assemblée nationale sur ce point, et d'éviter que Toulon ne devienne chef-lieu du département. Ainsi, dans un mémoire qu'il compose, Muraire expose que le chef-lieu pertinent du département du Var devait être la ville de Draguignan. En effet, cette ville était « centrale » sur le plan géographique, à mi-chemin du nord et du sud, de l'ouest et de l'est du département, et qu'on ne pouvait placer le chef-lieu ailleurs. Toulon, ville essentiellement maritime et militaire, n'était pas adaptée à cette mission.
Entre 1785 et 1791, Muraire fut donc maire, député aux États de Provence, président du district, membre de toutes les commissions locales. C'est à cette période qu'il entre dans la franc-maçonnerie (rite écossais), qui lui permettra de se faire ultérieurement d'utiles amitiés.
En 1791, les électeurs du district de Draguignan doivent envoyer un député à l'Assemblée législative ; Muraire obtient leurs suffrages le 8 septembre 1791 (élu 2e sur 8, par 250 voix sur 489 votants).
Il est membre, au sein de cette assemblée, membre du comité de législation et fait à l'assemblée le 15 février 1991, en sa qualité de rapporteur,  rapport relatif au mode de constatation de l'état civil des citoyens particulièrement remarqué.
Son œuvre législative peut être ainsi résumée :
- il demande et obtient que les registres de l'état civil soient retirés du clergé,
- il demande et obtient que les jeunes gens âgés de vingt et un ans soient autorisés à se marier sans le consentement de leurs parents,
- il est nommé président de l'Assemblée le 18 mai 1792,
- il propose la loi sur le divorce (20 juin 1792),
- il demande le 13 juillet l'invalidation de Pétion et de Manuel, respectivement maire et procureur de la commune de Paris, en tant que complices de l'envahissement des Tuileries le 20 juin,
- rapporteur de la commission instituée pour examiner la conduite de La Fayette, il défend le général.

Aux élections d'octobre 1792, il n'est pas élu à la Convention. Ceci constitue une « chance » pour lui, puisqu'il ne fut pas inquiété pour ses positions politiques et n'eut pas à souffrir des purges robespierristes, de la Terreur ni de la Contre-Terreur, même s'il fut un temps emprisonné à la prison de Sainte-Pélagie et que la réaction thermidorienne entraîna sa libération.

### Député de la Seine
Sous le Directoire, il est élu en septembre 1795 (23 vendémiaire an IV) député au conseil des Anciens par le département de la Seine par 364 voix sur 876 votants.
Le 18 fructidor an V (4 septembre 1797), le bruit se répand dans Paris qu'un grand nombre de membres du conseil des Cinq-Cents et du conseil des Anciens devaient être arrêtés et déportés. Muraire, qui avait parlé en faveur des prêtres déportés, figurait avec Portalis, Siméon, Pastoret, Camille Jordan, Boissy d'Anglas, Barbé-Marbois sur la liste des victimes ; il devait même, comme la plupart d'entre elles, être déporté à Cayenne. Il trouve d'abord le moyen de se cacher et obtient ensuite la possibilité de passer le temps de sa détention à l'île d'Oléron, où il reste plus de deux ans. Par un décret en date du 5 nivôse an VIII, il est gracié par le premier consul, ainsi que ses compagnons d'exil, à se rendre à Paris et à y demeurer sous la surveillance du ministère de la police.

### Carrière à la Cour de cassation
Chaudement recommandé par Joseph Bonaparte, franc-maçon comme lui, il est nommé d'abord commissaire au parquet de Paris par le Premier consul Napoléon Bonaparte, avant d'être nommé au Tribunal de cassation en qualité de conseiller le 11 germinal an VIII (1er avril 1800).
Lorsque le président de cette institution créée en 1790, Tronchet, devient sénateur, Muraire lui succède en 1801. Le Tribunal de cassation devient Cour de cassation en 1802.
Il est nommé conseiller d'État le 14 floréal an X (4 mai 1802).
Il devient le premier Premier président de la Cour de cassation le 29 floréal an XII (19 avril 1804).
Il demande à Bonaparte, qui accepte, que la Cour de cassation, comme les Parlements avant 1789, inaugurent ses travaux par une cérémonie religieuse.
En 1809, Napoléon Ier le titre comte de l'Empire.
Il est nommé sénateur en 1811.
Il devient chevalier de l'ordre de la Réunion le 3 avril 1812.
En reconnaissance de tant de bienfaits, le comte Muraire sert l'empereur avec un zèle et un dévouement remarqué.

### Le tournant de 1814-1815
En 1813, certaines opérations financières le menacent d'une disgrâce que son ex-gendre, Élie Decazes, qui deviendra par la suite président du Conseil de Louis XVIII, réussit à lui éviter.
Le 12 avril 1814, le comte Muraire et la Cour de cassation décident de se ranger « du côté du plus fort » et d'adhérer aux actes et proclamation du Sénat et du gouvernement provisoire présidé par Talleyrand.
Le 20 avril 1814, il complimente personnellement le comte d'Artois.
Par son ralliement, Muraire échappe pendant quelques mois à la réaction royaliste, mais le 16 février 1815, une ordonnance royale ordonne son remplacement à la tête de la Cour de cassation par de Sèze. Concomitamment, il est nommé premier président honoraire de la Cour de cassation.
Lors des Cent Jours, Muraire acclame de nouveau Napoléon Ier aux Tuileries avec des membres de la Cour de cassation.
La carrière politique et judiciaire de Muraire est définitivement brisée quelques mois plus tard, après le désastre de Waterloo.

### Fin de vie
Il consacre la fin de sa vie à des activités sociales, littéraires et maçonniques.
Le 20 novembre 1837, à l'âge de 87 ans, le comte Muraire meurt à Paris.
Son portrait, peint par le peintre Georges Cain, figure depuis 1892 en bonne place dans la galerie de la première Chambre civile de la Cour de cassation.

## Publications
On a de lui plusieurs opuscules :
- Éloge de Target, in-8° ;
- Discours prononcé en la R... de la clémente amitié, le jour de son installation au rite écossais ancien et accepté, Paris, in-12 ;
- Discours prononcé aux obsèques maçonniques du lieutenant général baron Jean-Pierre Maransin, célébrées le 26 juin 1828, Paris, in-8° ;
- Loge d'Emeth. Obsèques maçonniques du T... Hon... F. Henri Ricard. Dernier adieu, Paris, 1830, in-8° ;
- Souv... chap... des Trinitaires, vallée de Paris. Discours d'installation du Souv... chap... du 18e degré, sous le titre distinctif : les Trinitaires établis près la R... L... écossaise du même titre ... et vallée de Paris, Paris, 1831, in-8°.

## Distinctions
- Légion d'honneur[4] :
  - Légionnaire (2 octobre 1803), puis,
  - Grand officier de la Légion d'honneur (25 prairial an XII (14 juin 1804))[5] ;

### Sources
- « Honoré Muraire », dans Adolphe Robert et Gaston Cougny, Dictionnaire des parlementaires français, Edgar Bourloton, 1889-1891 [détail de l’édition]
- « Honoré Muraire », dans Louis-Gabriel Michaud, Biographie universelle ancienne et moderne : histoire par ordre alphabétique de la vie publique et privée de tous les hommes avec la collaboration de plus de 300 savants et littérateurs français ou étrangers, 2e édition, 1843-1865 [détail de l’édition]
- Pour plus de détails sur le comte Muraire, consulter la notice étendue dans les Études financières et d'économie sociale, page 203 à 249, Paris, 1859, 1 vol. in-8°.